# Cognitivismo social
Cognitivismo social usado em psicologia, educação e comunicação, sustenta que partes da aquisição de conhecimento de um indivíduo podem estar diretamente relacionadas a observação de outras pessoas dentro do contexto de interações sociais, experiências e influências externas da mídia. Esta teoria foi desenvolvida por Albert Bandura como uma extensão de sua teoria da aprendizagem social. A teoria afirma que quando as pessoas observam um modelo executando um comportamento e as conseqüências desse comportamento, elas se lembram da sequência de eventos e usam essas informações para orientar seus comportamentos subsequentes. Observar um modelo também pode levar o espectador a se envolver em comportamentos que já aprenderam.

## História
As raízes conceituais da teoria cognitiva social vêm do livro de 1931 de Edard e Harold Chapman Brown, que teorizam que toda ação animal é baseada no preenchimento das necessidades psicológicas de "sentimento, emoção e desejo". O componente mais notável dessa teoria é que ela previu que uma pessoa não pode aprender a imitar até que seja imitada.
Em 1941, Neal E. Miller e John Dollard apresentaram seu livro com uma revisão da teoria social de aprendizagem e imitação de Holt. Eles argumentaram que quatro fatores contribuem para a aprendizagem: impulsos, sugestões, respostas e recompensas. Um motivador é a motivação social, que inclui imitatividade, o processo de combinar um ato com uma sugestão apropriada de onde e quando executar o ato. Um comportamento é imitado, dependendo de o modelo receber uma resposta positiva ou negativa.
A proposição do aprendizado social foi ampliada e teorizada pelo psicólogo canadense Albert Bandura. Bandura, juntamente com seus alunos e colegas, realizou uma série de estudos, conhecidos como o "experimento do boneco Bobo", em 1961 e 1963 para descobrir porquê e quando as crianças exibem comportamentos agressivos. Esses estudos demonstraram o valor do modelo para adquirir novos comportamentos. Esses estudos ajudaram Bandura a publicar seu artigo e livro seminal em 1977, que expandiu a ideia de como o comportamento é adquirido e, portanto, construído a partir das pesquisas de Miller e Dollard.  No artigo de 1977 de Bandura, ele afirmou que a Teoria do Aprendizado Social mostra uma correlação direta entre a auto-eficácia percebida e a mudança comportamental de uma pessoa. A autoeficácia vem de quatro fontes: "realizações de desempenho, experiência vicária, persuasão verbal e estados fisiológicos".
Em 1986, Bandura publicou seu segundo livro, que expandiu e renomeou sua teoria original. Ele chamou a nova teoria de "teoria cognitiva social". Bandura mudou o nome para enfatizar o papel principal que a cognição desempenha na codificação e na execução de comportamentos. Neste livro, Bandura argumentou que o comportamento humano é causado por influências pessoais, comportamentais e ambientais.
Em 2001, Bandura trouxe a teoria para a comunicação de massa em seu artigo de jornal que afirmava que a teoria poderia ser usada para analisar como "a comunicação simbólica influencia o pensamento humano, o afeto e a ação". A teoria mostra como o novo comportamento se difunde através da sociedade por fatores psicossociais que governam a aquisição e a adoção do comportamento.
Em 2011, Bandura publicou um capítulo de livro - "O Impacto Social e Político da Teoria Cognitiva Social" - para estender a aplicação da teoria na promoção da saúde e urgência [s], que fornece uma visão sobre como lidar com problemas globais através de uma macro-social, visando melhorar a igualdade de vidas dos indivíduos sob os guarda-chuvas da teoria.
A teoria do cognitivismo social tem sido aplicada em muitas áreas do funcionamento humano, como a escolha de carreira e o comportamento organizacional bem como na compreensão da motivação, aprendizagem e realização em sala de aula.